# Iain Dilthey
Iain Dilthey (* 1971 in Schottland) ist ein deutscher Filmregisseur und Drehbuchautor.

## Leben
Von 1992 bis 1997 studierte er Chemie und Pharmazie in Marburg und Mainz. Anschließend arbeitete er als Drehbuchautor und Produktions- bzw. Regieassistent bei verschiedenen Dokumentarfilmen, Reportagen und Kurzfilmen. Von 1997 bis 2002 studierte Iain Dilthey an der Filmakademie Baden-Württemberg das Studienfach Szenischer Film bei Tom Toelle, Nico Hofmann, Christian Wagner, Lutz Konermann und Michael Verhoeven.
Sein erster langer Spielfilm Das Verlangen gewann beim Internationalen Filmfestival von Locarno im Sommer 2002 den Hauptpreis Goldener Leopard. Der Film lief danach weiterhin auf unzähligen Festivals und gewann eine Reihe weiterer Preise. Sein Drama Gefangene mit Jule Böwe und Andreas Schmidt startete ebenfalls in Locarno. Seit Ende 2007 ist Dilthey einer der fünf Regisseure der ARD-Fernsehserie Lindenstraße. Er betreut und unterrichtet an verschiedenen Filmschulen. Der Episodenfilm Eines Tages… aus dem Jahr 2010 feierte auf dem Filmfest Montreal seine Premiere und gewann im selben Jahr den Filmpreis Lüdia beim Kinofest Lünen. 2016 war er Praxisstipendiat in der Villa Massimo in Rom, und im selben Jahren realisierte Iain Dilthey mit dem Film Die Villa Massimo den ersten abendfüllenden iPhone-Film in Deutschland. 2020 führte er Regie bei Verbotene Liebe – Next Generation.

## Filmographie
- 1995: Es war einmal ein Kind (Regie und Drehbuch, Kurzfilm)
- 1996: Gegen die Stille (Regie und Drehbuch, Kurzfilm)
- 1998: Bergpredigt (Regie und Drehbuch, Kurzfilm)
- 1998: Joseph 98 (Regie und Drehbuch, Kurzfilm)
- 1999: Partisanen! (Regie und Drehbuch, Kurzfilm)
- 1999: Sommer auf Horlachen (Regie und Drehbuch, Kurzfilm)
- 2000: Ich werde dich auf Händen tragen (Regie und Drehbuch, Spielfilm)
- 2002: Das Verlangen (Regie und Drehbuch, Spielfilm)
- 2004: Meeresrand (Drehbuch, Spielfilm)
- 2006: Gefangene (Regie, Spielfilm)
- 2008: Lindenstraße (Regie, Fernsehserie, 8 Folgen)
- 2009: Lindenstraße (Regie, Fernsehserie, 10 Folgen)
- 2010: Lindenstraße (Regie, Fernsehserie, 11 Folgen)
- 2010: Eines Tages… (Regie, Spielfilm)
- 2011: Stille Wasser (Drehbuch, Spielfilm)
- 2011: Westwind (Dramaturgie, Spielfilm)
- 2011: Lindenstraße (Regie, Fernsehserie, 10 Folgen)
- 2012: Aschenbrödl (Regie, Pilotfilm, TV-Serie)
- 2012: Lindenstraße (Regie, Fernsehserie, 10 Folgen)
- 2013: Lindenstraße (Regie, Fernsehserie, 12 Folgen)
- 2014: Lindenstraße (Regie, Fernsehserie, 10 Folgen)
- 2015: Lindenstraße (Regie, Fernsehserie, 10 Folgen)
- 2016: Lindenstraße (Regie, Fernsehserie, 9 Folgen)
- 2016: Having a cigarette with Alvaro Siza (Regie, Dokumentarfilm)
- 2017: Lindenstraße (Regie, Fernsehserie, 9 Folgen)
- 2017: Die Villa Massimo (Regie, Dokumentarfilm)